# Demetri (escriptor)
Demetri (en llatí Demetrius, en grec antic Δημητριος) fou un escriptor grec del que només se sap que fou l'autor de l'obra titulada περί τῶν κατ᾿ Α῎ιγυπτον. L'esmenta Ateneu de Naucratis (Atheneus. 15. p. 680).